# Carlton F. Stewart
Carlton F. Stewart (...) è un astronomo statunitense.
Si è laureato nel 1999 in astronomia all'Università Stephen Austin con una tesi intitolata The Photometry and Astrometry of Minor Planets.
Il Minor Planet Center gli accredita la scoperta dell'asteroide 36037 Linenschmidt effettuata il 13 agosto 1999 in collaborazione con W. Dan Bruton, suo professore all'università.